# 国道414号
国道414号（こくどう414ごう）は、静岡県下田市から伊豆半島中央部を経由して、沼津市に至る一般国道である。

## 概要

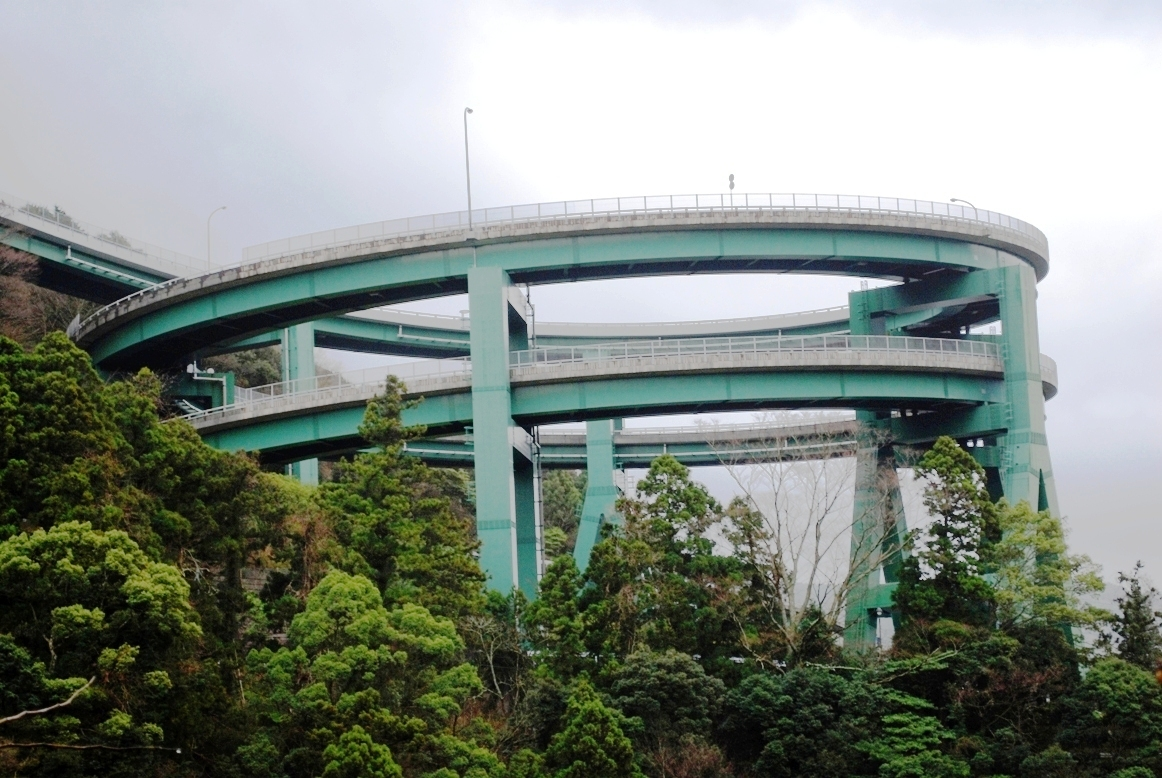
河津七滝ループ橋

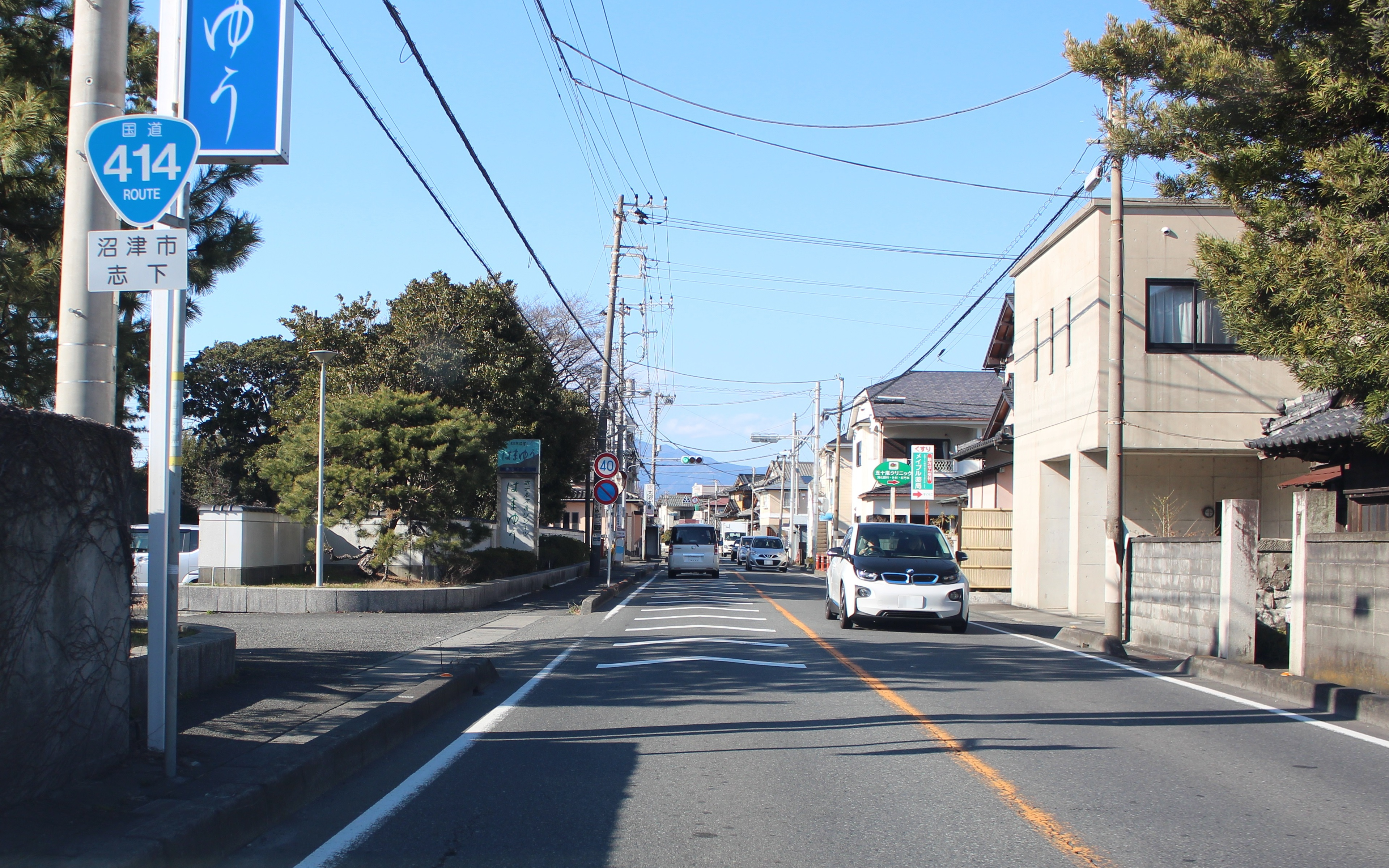
国道414号
沼津市志下

河津町から伊豆市にかけて通る天城山は観光地でハイキングなどで人気であり、また、720度の河津七滝ループ橋を通過する。
伊豆南部の天城峠にある河津七滝ループ橋は、高低差45 m、2回転の間円形ループ橋で、一般国道のなかでも特に目を引くループ橋の名所として知られる。もともと、山腹沿いにつづら折れの道路があったが、1978年（昭和53年）の伊豆大島近海地震で大崩落してしまったために、新たに建設されたものである。
伊豆半島の真ん中にある天城峠越えの国道414号旧道でもある天城路は、自然と文学の歴史ある路として、1986年（昭和61年）に、旧建設省と「道の日」実行委員会により制定された、「日本の道100選」の一つに選定されている。

### 路線データ
一般国道の路線を指定する政令に基づく起終点および重要な経過地は次のとおり。
- 起点：下田市（中島橋交差点 = 国道136号交点）
- 終点：沼津市（上石田交差点 = 国道1号交点、国道246号終点）
- 重要な経過地：静岡県田方郡天城湯ケ島町[注釈 2]、同郡大仁町[注釈 3]、同郡函南町、三島市、同県駿東郡長泉町
- 総延長 : 91.0 km（重用区間、未供用延長を含む。）[4][注釈 4]
- 重用延長 : 12.3 km[4][注釈 4]
- 未供用延長 : 3.8 km[4][注釈 4]
- 実延長 : 74.9 km[4][注釈 4]
  - 現道 : 63.0 km[4][注釈 4]
  - 旧道 : 5.5 km[4][注釈 4]
  - 新道 : 8.5 km[4][注釈 4]
- 指定区間：下田市六丁目293番1 - 静岡県賀茂郡河津町梨本字中川合野33番1（同市箕作字横世365番 - 同市箕作字橋詰10番1の2、同市須原字小河原1078番1、同町下佐ケ野字平田66番5を経て同町梨本字中川合野33番1までを除く。）、伊豆市月ケ瀬字賤戸66番1 - 同市大平字畑85番（伊豆縦貫自動車道大平IC - 月ケ瀬IC：同市月ケ瀬字賤戸66番1 - 同市青羽根字中原192番1を経て同市大平字畑85番5までを除く。）[5]

## 歴史
伊豆半島の中央にある天城峠（標高830 m）は、急峻な地形で伊豆半島を分断し、南伊豆を陸の孤島として分断してきた。江戸時代には天城街道で下田から三島まで行くのに3日間かかったといわれている。
天城越えの下田路が整備されたのは江戸時代中期以降のことで、日米修好通商条約を結んだアメリカ総領事のタウンゼント・ハリスや、黒船に乗り込んで密航を企てた吉田松陰もこの道を通ったと記録されている。
明治時代に入ると政府が地元の願いを受け入れて交通難所の天城越えのルートにトンネルを開削する工事に乗りだし、当時最高の土木技術と予算10万3000円を投じ、4年の工事期間を経て総石造りの天城山隧道（旧天城トンネル）を1905年（明治38年）に完成させた。
三島・沼津から南伊豆への交通路である下田街道が整備されると、伊豆半島の観光開発が進むにつれて交通量も増大した。
下田街道は大正時代に県道三島下田線となった。
昭和時代に入り新道路法施行で下田街道は主要地方道に指定され静岡県主要地方道13号修善寺下田線となった。
しだいに幅4 mと狭い旧天城トンネルでは交通量を支えきれなくなってきたことから、西側に並行して有料道路の新天城トンネルが開通し、下田街道のメインルートは新トンネルに移った。
1978年（昭和53年）1月に発生した伊豆大島近海地震で、天城峠の南面の崖のような地形で起こった地盤崩壊により、下田街道は大きな被害を受けている。この震災によって新たな道路を建設する復旧工事では、崖に沿わずに狭いスペースで高度を稼ぐ720度ループ橋である七滝高架橋を完成させて、1981年（昭和56年）に通行止めを解除させた。
1981年（昭和56年）4月30日の一般国道の路線を指定する政令の一部改正が行われ、主要地方道13号修善寺下田線は主要地方道19号沼津伊東線の一部とともに一般国道になることが決まると、翌1982年（昭和57年）4月1日に一般国道414号に昇格した。
一般国道指定当初から旧天城トンネルも、有料の新天城トンネルとともに国道414号の一部として指定されていたが、2000年（平成12年）に新天城トンネルは償還期限を迎えて無料開放された。

### 年表
- 1982年（昭和57年）4月1日 - 一般国道414号（下田市 - 沼津市）指定。

## 路線状況
伊豆半島を南北に移動する際に、曲がりくねった海岸線沿いの国道よりも移動時間は短縮できる。天城峠の南に2回転ループで45 mの高低差を上り下りする河津七滝ループ橋と、「天城越え」で知られる旧道の天城山隧道（国重要文化財）は国道414号の名所となっている。旧道の天城山隧道の前後は砂利敷きの道路であるが、整備が行き届いているため自動車での通行も可能である。

### 別名
天城峠越えの道筋は、下田街道の名で知られ、なかでも賀茂郡河津町湯ヶ野 - 伊豆市湯ケ島間の旧天城トンネルで峠を越える旧道は、天城路や、天城街道ともよばれる。
- 下田街道（天城路）
- 八間道路（沼津市内）

### バイパス
- 静浦バイパス
- 伊豆縦貫自動車道（大平IC - 月ケ瀬IC）

### 重複区間
- 国道136号（伊豆市 - 伊豆の国市）

### 道路施設

#### 道の駅
道の駅天城越えにある昭和の森会館は、川端康成の短編小説『伊豆の踊子』をはじめとする天城文学ゆかりの展示品を集めた伊豆近代文学博物館がある。
- 天城越え（伊豆市）
- 伊豆月ケ瀬（伊豆市）
- 伊豆のへそ（伊豆の国市）

### バス路線
- 伊豆箱根バスの沼津駅 - 伊豆長岡駅系統の路線バスがある。

### 交通量
平成22年度道路交通センサスより
| 地点             | 台数   |
| ---------------- | ------ |
| 下田市東中       | 12,529 |
| 下田市河内       | 10,109 |
| 下田市箕作       | 04,218 |
| 賀茂郡河津町梨本 | 05,154 |
| 伊豆市湯ヶ島     | 04,840 |
| 伊豆市月ケ瀬     | 07,884 |
| 伊豆の国市長銅   | 10,894 |
| 伊豆の国市北江間 | 18,212 |
| 沼津市下香貫     | 21,868 |
| 沼津市三園町     | 24,247 |
| 三園橋           | 25,015 |
| 沼津市杉崎町     | 26,170 |
| 沼津市大岡       | 17,294 |

沼津市下香貫から三園橋にかけて土日祝日は激しい渋滞が起きている。

## 地理
伊豆半島のほぼ真ん中に位置する天城峠を越える道路沿いは、天城の自然豊かな深い山間地域であり、ヤマメやマスが生息する渓流が流れ、沢には特産のワサビ田が点在し、伊豆市湯ケ島には天城随一の名瀑である浄蓮の滝がある。天城峠一帯の原生林は、昭和天皇在位50周年を記念して国民休養林に指定した「昭和の森」である。天城周辺は湯ヶ野・河津七滝・湯ヶ島など数多くの温泉が点在し、古くから湯治場として栄えたといわれる。

### 通過する自治体
- 静岡県
  - 下田市 - 賀茂郡河津町 - 伊豆市 - 伊豆の国市 - 沼津市

### 交差する道路

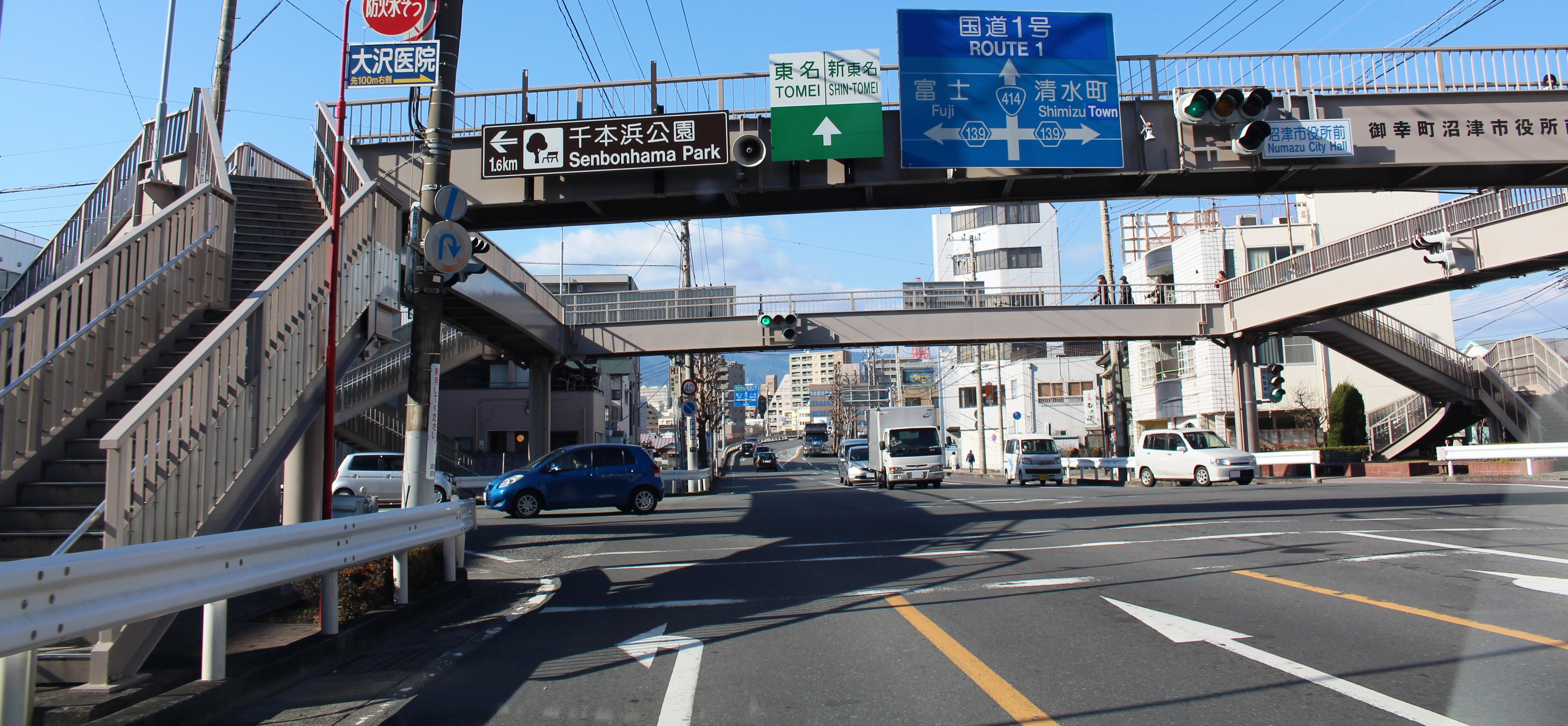
沼津市役所前交差点
静岡県道139号原木沼津線との交差点

（単独区間のみ。国道136号との重複区間は国道136号を参照。）
- 中島橋交差点 - 国道136号（下田市、起点 / 伊豆市 - 伊豆の国市、重複）
- 柳生入口交差点 - 静岡県道118号蓮台寺本郷線
- 静岡県道404号河津下田線
- 箕作交差点 - 静岡県道15号下田松崎線
- 下佐ケ野交差点 - 静岡県道14号下佐ケ野谷津線
- 静岡県道115号湯ケ野松崎線（河津町、起点）
- 湯ヶ島宿交差点 - 静岡県道59号伊東西伊豆線
- 市山交差点 - 静岡県道349号修善寺天城湯ケ島線
- 吉名入口交差点 - 静岡県道124号吉奈門野原線

この間、国道136号と重複
- 三福インターチェンジ交差点 - 静岡県道19号伊東大仁線
- 修善寺道路（大仁中央IC）
- 大門橋西交差点 - 静岡県道129号韮山伊豆長岡修善寺線
- 長岡インターチェンジ東交差点 - 静岡県道130号伊豆長岡三津線
- 伊豆中央道（長岡北IC）
- 長塚橋交差点 - 静岡県道134号静浦港韮山停車場線
- 口野放水路交差点 - 静岡県道17号沼津土肥線
- 静岡県道140号三島静浦港線（接続部は未供用）
- 下香貫交差点 - 下障子交差点 静岡県道144号下土狩徳倉沼津港線(重複区間)
- 沼津市役所前交差点 - 静岡県道139号原木沼津線
- 三園橋交差点 - 静岡県道380号富士清水線
- 静岡県道405号足高三枚橋線
- 上石田南交差点 - 静岡県道87号大岡元長窪線
- 静岡県道394号沼津小山線
- 上石田交差点 - 国道1号（沼津市、終点）・国道246号（沼津市、終点）

### 沿線
- 狩野川記念公園
- 沼津市役所
- 沼津御用邸記念公園
- 伊豆パノラマパーク

### 峠
- 天城峠（標高830 m、賀茂郡河津町 - 伊豆市）